# Kostrzewa pochwiasta
Kostrzewa pochwiasta (Festuca vaginata Waldst. & Kit. ex Willd.) – gatunek rośliny z rodziny wiechlinowatych. Występuje w środkowej, wschodniej i południowo-wschodniej Europie. W Polsce jest gatunkiem rzadkim; rośnie na rozproszonych stanowiskach w środkowej i zachodniej części kraju.

## Morfologia

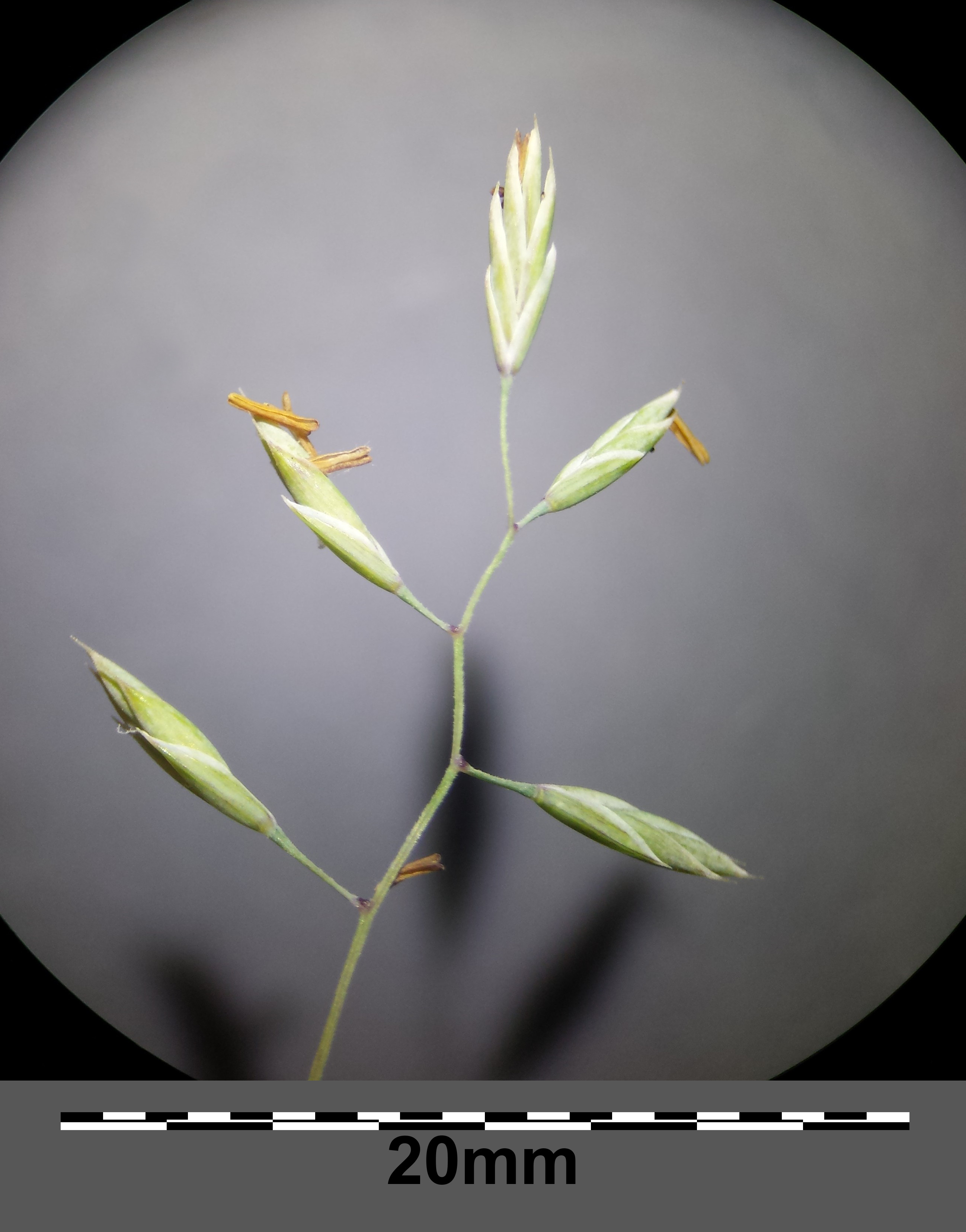
Fragment kwiatostanu

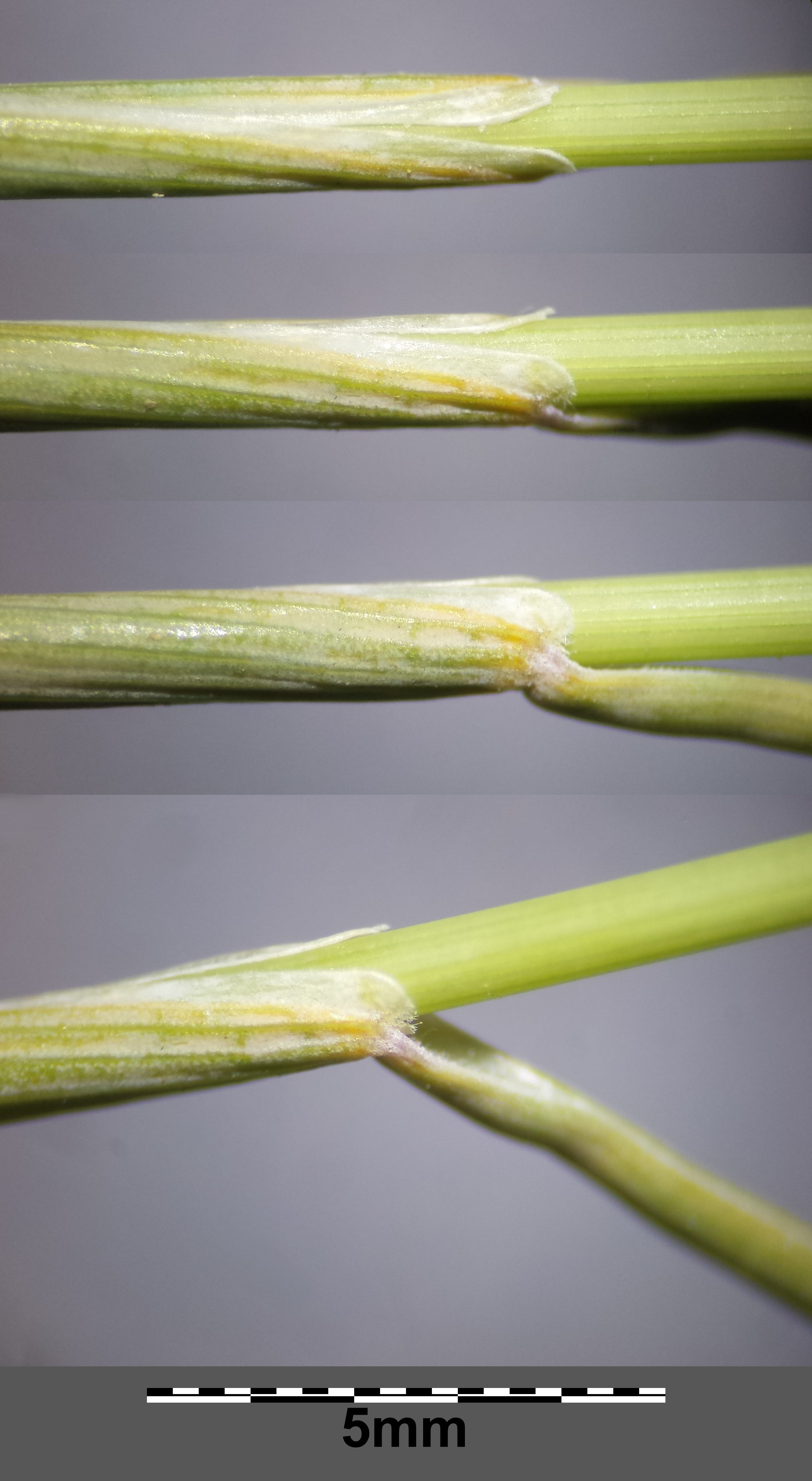
Pochwa liściowa

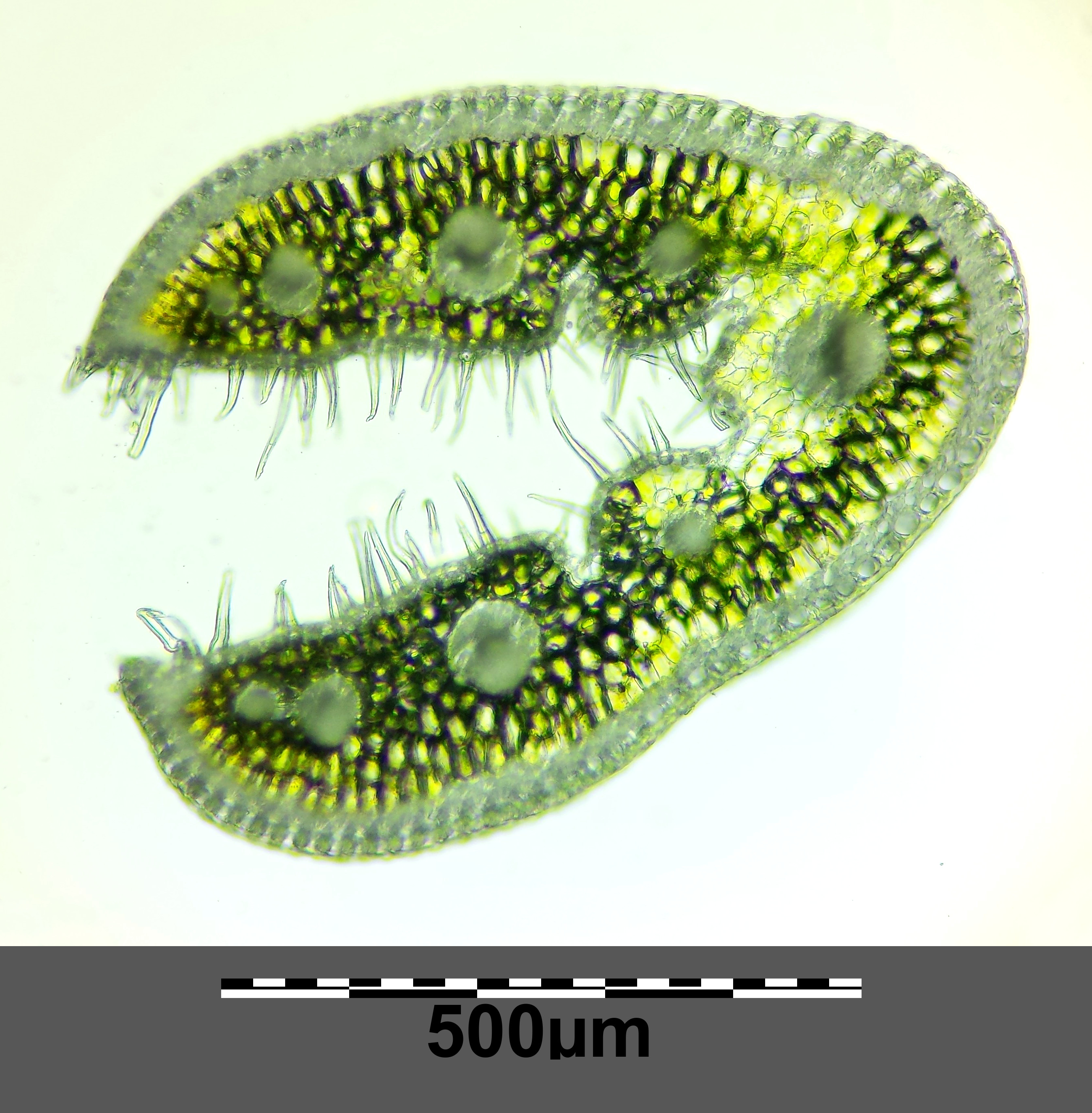
Przekrój liścia

ŁodygaŹdźbło o wysokości 20–60 cm.
LiścieGładkie, owalne na przekroju, 9–13-nerwowe, o średnicy 0,5–1 mm. Na powierzchni wewnętrznej znajduje się 3–5 trójkątnych żeber. Sklerenchyma w postaci jednolitego pierścienia.
KwiatyZebrane w kłoski o długości 4–6 mm, z szorstkimi osiami, te z kolei zebrane w zwisłą, nieco rozpierzchłą wiechę o długości 7–20 cm. Gałązki wiechy długie, proste. Plewka dolna jajowata, zaokrąglona na szczycie, bezostna (lub z bardzo krótką ością). Plewka górna z malutkim wycięciem na szczycie.
OwocZiarniak.

## Biologia i ekologia
Bylina, hemikryptofit. Kwitnie od maja do sierpnia. Rośnie na suchych murawach. Liczba chromosomów 2n = 14. Gatunek charakterystyczny śródlądowych muraw napiaskowych ze związku Koelerion glaucae.

## Zagrożenia i ochrona
Roślina umieszczona na polskiej czerwonej liście w kategorii DD (stopień zagrożenia nie może być określony). Znajduje się także w czerwonej księdze Bułgarii.